# 芝小路家
芝小路家（しばこうじけ）は、藤原北家勧修寺流芝山家庶流にあたる華族の男爵家。いわゆる「奈良華族」の一つ。

## 歴史
家祖の芝小路豊訓は、正三位宮内大輔芝山国豊の次男で奈良興福寺に入れられて成身院住職となっていたが、維新の際に勅命により復飾し、明治2年（1869年）に堂上格を与えられて一家を起こし芝小路を家号とした。明治8年（1875年）に華族に列し、明治17年（1884年）7月7日の華族令施行で華族が五爵制になると、翌8日に豊俊が男爵に叙された。豊俊は騎兵大佐まで昇進した陸軍軍人だった。
昭和前期に芝小路男爵家の邸宅は東京市牛込区新小川町にあった。